# 金钱山
金钱山是位于中国广东省广州市从化区江埔街道的一个自然村。属凤一村管辖。明万历年间建村。2015年时，户籍人口691人。